# جوانمردآباد
جوانمردآباد ، روستایی از توابع بخش بلبان آباد شهرستان دهگلان در استان کردستان ایران است.

## جمعیت
این روستا در دهستان ئیلاق جنوبی قرار دارد و براساس سرشمای عمومی نفوس و مسکن سرشماری عمومی نفوس و مسکن (۱۳۸۵)|در سال ۱۳۸۷، جمعیت آن ۲۵۸ نفر (۵۷خانوار) بوده‌است.